# Kii-Kanal
Der Kii-Kanal (jap. 紀伊水道, Kii-suidō) ist eine etwa 45 km lange und zwischen 29 und etwa 55 km breite Meerenge des Pazifischen Ozeans und eine Meeresregion der Seto-Inlandsee in Japan.
Er liegt zwischen der Kii-Halbinsel der Hauptinsel Honshū im Osten und der Insel Shikoku im Westen, die beide hier durch eine Ria-Küstenabschnitte geprägt sind mit tief eingeschnittenen Buchten wie der Yuasa-Bucht (湯浅湾, Yuasa-wan; 34° 2′ N, 135° 8′ O) der Kii-Halbinsel oder der Tachibana-Bucht (橘湾, Tachibana-wan; 33° 52′ N, 134° 41′ O) von Shikoku.
Die südliche Begrenzung ist ihre engste Stelle zwischen den Kaps Kii-Hi-no-misaki der Kii-Halbinsel und Kamoda-misaki von Shikoku. Die nördliche Begrenzung bildet die Insel Awaji, wo der Kanal jeweils im Nordosten über die Kitan-Straße bzw. den Tomogashima-Kanal die Bucht von Ōsaka und im Nordwesten über die Naruto-Straße die Meeresregion Harima-nada mit dem Pazifik im Süden verbindet. Er stellt damit eine sehr wichtige Wasserstraße dar, über die zum einen alle Schiffahrtsrouten zwischen dem Kansai und dem Pazifik und zum anderen auch ein großer Teil der Routen aus der Inlandsee heraus in den Pazifik führen.
Fünf Kilometer östlich von Kamoda-misaki liegen die Inseln Ishima, Maejima und Tanago-jima.
Als Namensgeber des Kanals gilt die ehemalige Provinz Kii, nach der die Halbinsel und damit der Kanal benannt sind.